# Steijn Schothorst
Steijn Schothorst (Blaricum, 14 de outubro de 1994) é um automobilista neerlandês.

## Carreira

### GP3 Series
Em 2016, Schothorst fez sua estreia na GP3 Series pela equipe Campos Racing. Para a disputa da temporada de 2017, ele se transferiu para Arden International.